# 萊昂納多·薩托
萊昂納多·薩托（義大利語：Leonardo Sarto；1992年1月15日—）是一位意大利橄欖球運動員。他是意大利國家橄欖球隊的一員，代表意大利參加了2015年世界盃橄欖球賽。